# 3246 Бідструп
3246 Бідструп (3246 Bidstrup) — астероїд головного поясу, відкритий 1 квітня 1976 року.
Тіссеранів параметр щодо Юпітера — 3,084.